# 國粹主義
國粹主義（日语：／ kokusuisyugi）又稱為日本民族主义，指的关于日本民族的民族主义（特别是爱国主义）的是一系列的概念，内容比较宽泛。

## 1905年-1945年
从政治的观点来看，二战期间日本军队的政治和理念基础可被称为日本国民理念（Japanese nationalist ideology，或译为日本民族主义者理念，即是所谓日本精神）。这种理念难于简单阐述，包括了种族正确教条，部分类似于纳粹主义和法西斯主义，是一种独一无二的哲学、民族主义、文化、宗教各成分的的混合体。
日本的传统——武士道、神道教（神國主義）、八幡神信仰、菊花象征等，都为民族主义提供了温床。
从明治时代起，日本在教育上强调传统的民族政治价值观、宗教观和道德观的重要作用。日本在官僚机构上实现了现代化，但仍保留了自己的民族特色。日本要成为至少能与西方势力并肩的强大国家的想法，自1905年的日俄战争胜利后起逐日增强。从昭和时代起教育系统便注入了军国主义种族理念，以让日本成为军事强国并为未来所需的兵力做好准备。
太平洋战争时期，在此基础上形成了更为国家主义的皇国史观和日本精神论等意识形态。

## 1945年后
1946年2月，道格拉斯·麦克阿瑟元帥被任命起草一份模范的和平宪法用以引导日本人民。美国的目的在于从日本的政府、社会、经济体制上彻底根除武力赖以存在的基础。由于放弃了战争和武力，日本寻求从美国处获得安全保障。冷战开始后，从地缘政治考虑，美国与日本有着较密切的关系。日本希望能够凭借这种关系，及时在当时的两极世界里扮演重要角色。
日本在二十世紀后期，所创造的经济奇迹转移了国民对民族主义的注意。
今天的日本民族主义情绪在升温。进入二十一世纪后，日本的外交政策的民族主义立场更为明显。右翼的历史修正主义者寻求修改或重写日本宪法，去除宪九条的约束。一般认为这将使日本建立不受美国制约的外交政策。一些民族主义色彩浓厚的书籍，如《日本可以说不》，在日本受欢迎的程度也说明了日本民间民族主义的升温。教科书对二战期间日本所扮演的角色的淡化处理，小泉純一郎、麻生太郎、安倍晉三等首相以總理大臣頭銜对靖国神社的多次参拜，被认为是日本民族主义的升温。另一方面，亦有观点将日本近年来的上述变化看作不过是对民族自信心的维护，并指出日本并不比其一些邻国更为民族主义化。

## 激进的日本民族主义者
激进的日本民族主义者，是指具有日本民族主义信念（有些甚至到达了极端民族主义的程度），且具有较激进的思想、言论或行动的人。中国大陆的部分网友，将他们称为（日本）愤青。
在日本被稱謂“憤怒青年”的是1959年到1960年的反對日美安全保障條約修改和三井三池煤礦勞工鬥爭時參加反政府、反體制運動的大量學生和青年工人。取名於1950年代英國文學潮流“Angry Young Men”。
值得一提的是，1990年代，在日本的学生里對马克思主义的熱情消退，一部分学生轉向爱国主义。比如，在中国被批评为右翼教科书的的编写和推广是很多年青人参与的群众文化运动方式进行。这种形式的右翼运动在以往的日本是少见的。那些年青人对前一代的左翼学生运动有蔑视之感，并對淡化日本国民意识的现行大部分教科书有反感。

## 外部連結
- Japan's New Nationalists
- The Rise of Japan's Neo-Nationalists: What It Means to the United States Archive.today的存檔，存档日期2013-01-13
- Media Intimidation in Japan, A Close Encounter with Hard Japanese Nationalism （页面存档备份，存于）
- "I'm Here Alive": History, Testimony, and the Japanese Controversy over "Comfort Women"
- Japanese nationalism Link Index （页面存档备份，存于）
- University research study about Japanese nationalism （页面存档备份，存于）
- Rising Japanese nationalism? （页面存档备份，存于）
- Japan's Nationalism Risks its Power Position in East Asia
- Yasukuni Shrine, Japanese Nationalism, and the Constitution